# Krasimir Dunev
Krasimir Nikolaev Dunev (in bulgaro Красимир Николаев Дунев?; Plovdiv, 11 settembre 1972) è un ex ginnasta bulgaro.

## Palmarès
| Anno | Manifestazione  | Sede       | Evento             | Risultato | Prestazione | Note |
| ---- | --------------- | ---------- | ------------------ | --------- | ----------- | ---- |
| 1995 | Mondiali        | Sabae      | Sbarra             | Bronzo    | 9.750       |      |
| 1995 | Mondiali        | Sabae      | Concorso completo  | 26º       | 55.737      |      |
| 1996 | Giochi olimpici | Atlanta    | Sbarra             | Argento   | 9.825       |      |
| 1996 | Giochi olimpici | Atlanta    | Concorso completo  | 21º       | 56.974      |      |
| 1996 | Mondiali        | San Juan   | Sbarra             | Argento   | 9.775       |      |
| 1996 | Europei         | Copenaghen | Sbarra             | Oro       | 9.762       |      |
| 1996 | Europei         | Copenaghen | Concorso a squadre | 5º        | 169.435     |      |